# 박지연 (배우)
박지연(1988년 5월 14일 ~ )은 대한민국의 뮤지컬 배우이다.

## 학력
- 영생고등학교
- 서울예술대학 연기과

## 뮤지컬
- 2010년 《맘마미아》 - 소피 역 (2010.5.15 ~ 2010.6.6 부산시민회관 대극장)
- 2011년 《맘마미아》 - 소피 역 (2011.8.30 ~ 2012.2.26 대성 디큐브아트센터)
- 2012년 《미남이시네요》 - 고미남/고미녀 역 (2012.8.7 ~ 2012.9.9 세종문화회관 M씨어터)
- 2012년 《레미제라블》 - 에포닌 역 (2012.11.3 ~ 2012.11.25 용인 포은아트홀)
- 2012년 《레미제라블》 - 에포닌 역 (2012.12.7 ~ 2013.1.20 대구 계명아트센터)
- 2013년 《레미제라블》 - 에포닌 역 (2013.2.1 ~ 2013.3.3 센텀시티 소향씨어터 신한카드홀)
- 2013년 《레미제라블》 - 에포닌 역 (2013.4.6 ~ 2013.9.1 블루스퀘어 신한카드홀)
- 2013년 《고스트》 - 몰리 젠슨 역 (2013.11.24 ~ 2014.6.29 대성 디큐브아트센터)
- 2014년 《원스》 - Girl 역 (2014.12.3 ~ 2015.3.29 예술의전당 CJ토월극장)
- 2015년 《레미제라블》 - 에포닌 역 (2015.10.21 ~ 2015.11.15 대구 계명아트센터)
- 2016년 《맘마미아》 - 소피 역 (2016.2.20 ~ 2016.6.4 샤롯데씨어터)
- 2017년 《아리랑 쇼케이스》 - 방수국 역 (2017.7.3 예스24 라이브홀 (구 악스코리아))
- 2017년 《아리랑》 - 방수국 역 (2017.7.25 ~ 2017.9.3 예술의전당 오페라극장)
- 2017년 《금강, 1894》 - 인진아 역 (2017.12.23 ~ 2017.12.26 성남아트센터 오페라하우스)
- 2018년 《어쩌면 해피엔딩》 - 클레어 역 (2018.11.3 ~ 2019.2.10 예스24스테이지 1관)
- 2019년 《시라노》 - 록산 역 (2019.8.10 ~ 2019.10.13 광림아트센터 BBCH홀)
- 2019년 《레베카》 - 나 역 (2019.11.16 ~ 2020.3.15 충무아트센터 대극장)
- 2020년 《고스트》 - 몰리 젠슨 역 (2020.10.6 ~ 2021.3.14 대성 디큐브아트센터)
- 2021년 《드라큘라》 - 미나 역 (2021.5.20 ~ 2021.8.1 블루스퀘어 신한카드홀)
- 2021년 《레베카》 - 나 역 (2021.11.16 ~ 2022.2.28 충무아트센터 대극장)
- 2023년 《일 테노레》 - 서진연 역 (2023.12.19 ~ 2024.2.25 예술의전당 CJ토월극장)
- 2024년 《라스트 파이브 이어스》 - 캐시 역 (2024.1.17 ~ 2024.4.7 세종문화회관 S씨어터)

## 연극
- 2018년 《리차드3세》 - 앤 역 (2018.2.6 ~ 2018.3.4 예술의전당 CJ토월극장)
- 2022년 《햄릿》 - 오필리어 역 (2022.7.13 ~ 2022.8.13 국립극장 해오름극장)
- 2023년 《2시 22분 - A CHOST STORY》 (2023.7.19 ~ 2023.9.2 세종문화회관 M씨어터)

## 콘서트
- 2014년 《뮤지컬 갈라 콘서트》 (2014.7.15 성균관대학교 600주년 기념관 새천년홀)
- 2014년 《삼성카드 스테이지 2》 (2014.9.26 블루스퀘어 마스터카드홀)
- 2015년 《우지원, 심건우의 고고고쇼》 (2015.5.11 문화예술전용극장 CT)
- 2017년 《12월의 선물》 - (2017.12.24 ~ 2017.12.25 롯데콘서트홀)
- 2018년 《코 콘서트》 (2018.12.10 플랫폼창동61 레드박스)
- 2022년 《코 콘서트2》 (2022.9.19 윤당아트홀 1관)

## 드라마
- 2015년 tvN 금토드라마 《오 나의 귀신님》 ... 일팔귀 역
- 2017년 KBS1 일요아침드라마 《안단테》 ... 오정수 역
- 2017년 KBS2 수목드라마 《매드독》 ... 강은주 역
- 2018년 JTBC 월화드라마 《라이프》 ... 이소정 역
- 2019년 tvN 주말드라마 《미스터 션샤인》 ... 강호선(김희성 母) 젊은 시절 역
- 2019년 SBS 월화드라마 《해치》 ... 초홍 역
- 2020년 SBS 금토드라마 《더 킹 : 영원의 군주》 ... 박지영 역
- 2020년 tvN 토일드라마 《비밀의 숲 2》 ... 정민하 역
- 2021년 tvN 목요드라마 《슬기로운 의사생활 시즌2》 ... 윤신혜 역
- 2022년 KBS2 월화드라마 《붉은 단심》 ... 최가연 역
- 2022년 Netflix 오리지널 드라마 《모범 가족》 … 강주현 역
- 2024년 Disney+ 오리지널 드라마 《지배종》 … 정해든 역
- 2024년 ENA 월화드라마 《유어 아너》 … 장채림 역

## 예능 프로그램
- 2014년 KBS2 《글로벌리퀘스트 쇼 어송포유》 - (2014년 1월 4일 15회)

## 수상 및 후보
| 연도 | 시상식         | 부문            | 작품          | 결과 |
| ---- | -------------- | --------------- | ------------- | ---- |
| 2013 | 한국뮤지컬대상 | 여자배우 신인상 | 레미제라블    | 수상 |
| 2013 | 더뮤지컬어워즈 | 여자배우 신인상 | 레미제라블    | 수상 |
| 2014 | 더뮤지컬어워즈 | 여자배우 주연상 | 뮤지컬 고스트 | 후보 |
| 2022 | KBS 연기대상   | 여자 조연상     | 붉은 단심     | 수상 |

### 인터뷰
- 뉴시스 인터뷰(2013.3)
- “성숙한 여성상 ‘고스트’ 몰리役 기대… 감성적 보이스 컬러로 바꾸려 노력...(2013.11)
- “나 자신을 확 뒤집어버리는 실제와 정반대 역할 맡고파”(2013.12)
- '고스트' 박지연 "행운아·천재 아냐, 난 노력형 배우"(인터뷰) (2014.1.30)

### 관련기사
- 뮤지컬계 청순 미인 박지연 보관됨 2014-01-05 - 웨이백 머신(2013.11.21)
- 지컬 '고스트' 여주인공 박지연, "내 안의 새로움 보여주겠다"(2013.11.17)
- '어송포유' 주원 "아버지께 박지연 소개했다"(2013.1.5)